# Carbon (Programmiersprache)
Carbon ist eine experimentelle Allzweck-Programmiersprache aus der Entwicklungsabteilung von Google. Das Projekt ist Open Source und verfolgt das Ziel, einen Nachfolger für C++ zu schaffen.
Google-Ingenieur Chandler Carruth stellte Carbon Lang erstmals auf der CppNorth-Konferenz in Toronto im Juli 2022 als C++-Nachfolger vor. Die Sprache wird voraussichtlich 2024 oder 2025 in der Version 1.0 erscheinen.
Google beabsichtigt mit der neuen Programmiersprache, einige Mängel von C++ zu beheben, mit den Hauptzielen Lesbarkeit und bidirektionale Interoperabilität (deutsch wechselseitige Fähigkeit zur Zusammenarbeit).
Im Gegensatz zur Verwendung einer jungen, praxisnahen Sprache wie Rust, die zwar auch von  C++ beeinflusst wurde und das Designziel hat sicher und nebenläufig zu sein, aber noch nicht ausreichend bidirektional kompatibel mit C++-Programmen ist, entschied sich Google für die Erfindung und Einführung einer weiteren neuen Nachfolger-Programmiersprache. Dafür tauchte schon 2022 erste Kritik auf.
Die Dokumente, das Design, die Implementierung und die zugehörigen Tools von Carbon werden auf GitHub unter der Apache-2.0-Lizenz mit ‚LLVM Exception‘ bereitgestellt.

## Programmbeispiel
Der folgende Quelltext ist ein einfaches Carbon-Programm, das den Text „Hallo Welt!“ in den Standardausgabestrom schreibt:
```
package
 
Sample
 
api
;

fn
 
Main
()
 
-> 
i32
 
{

    
Print
(
"Hallo, Welt!"
);

    
return
 
0
;

}

```